# Gongronema filipes
Gongronema filipes är en oleanderväxtart som beskrevs av Kerr. Gongronema filipes ingår i släktet Gongronema och familjen oleanderväxter. Inga underarter finns listade i Catalogue of Life.